# Praia da Vitória
Praia da Vitória là một huyện thuộc Vùng tự trị Açores, Bồ Đào Nha. Huyện này có diện tích 161 km², dân số thời điểm năm 2001 là 20252 người.